# Detlef Hindenberg
Detlef Hindenberg (* 25. Mai 1947) ist ein ehemaliger deutscher Torwart. Für die BSG Stahl Riesa und die BSG Chemie Leipzig spielte er in den 1970er Jahren in der DDR-Oberliga, der höchsten Spielklasse im DDR-Fußball.

## Sportliche Laufbahn
Von 1968 bis 1977 war Detlef Hindenberg im höherklassigen Fußball der DDR vertreten, schaffte es aber nur in drei Spielzeiten der zweitklassigen DDR-Liga zum Stammtorwart. Nachdem er schon als Nachwuchsspieler beim Ost-Berliner Polizeiklub SC Dynamo Berlin aktiv gewesen war, stieg er 1968 mit der 2. Mannschaft des BFC Dynamo in die DDR-Liga auf. Mit dem BFC II absolvierte er auch die Saison 1968/69 und war mit 27 Einsätzen bei 30 DDR-Liga-Spielen die Nummer eins im Tor. Danach wurde er vom ein Jahr jüngeren Hans-Gustav Creydt abgelöst und wurde 1969/70 nur noch neunmal in der DDR-Liga aufgeboten. Zur Saison 1970/71 wurde Hindenberg zur FSG Dynamo Frankfurt in die drittklassige Bezirksliga abgeschoben, mit der er sofort in die DDR-Liga aufstieg. Er wechselte jedoch zum Oberligisten Stahl Riesa, wo er Ersatztorwart hinter Dietmar Urbanek wurde und 1971/72 nur ein Oberligaspiel bestritt. Da Riesa absteigen musste, spielte Hindenberg wieder zweitklassig, war aber mit 15 Einsätzen bei 22 Punktspielen wieder einmal Torwart Nummer eins. Obwohl Riesa sofort wieder in die Oberliga aufstieg, schloss sich Hindenberg im Frühjahr 1973 der BSG Chemie Leipzig an. Dort rangierte er hinter Stammtorwart Siegfried Stötzner und kam nur zu sieben Oberligaeinsätzen. Auch in Leipzig erlebte Hindenberg nach einem Jahr wieder einen Abstieg. Er wurde jedoch in der DDR-Liga nicht mehr berücksichtigt und musste mit der 2. Mannschaft in der Bezirksliga spielen. Ab 1975/76 spielte er für den DDR-Ligisten Motor Eberswalde. Dort war er mit nur sechs Punktspieleinsätzen hinter Gert Jüsgen wieder nur die Nummer zwei im Tor. Daraufhin nahm Hindenberg einen weiteren Wechsel vor und ging zum Ost-Berliner DDR-Ligisten EAB Lichtenberg 47. Dort wurde er endlich wieder erster Torwart, er bestritt alle 22 Ligaspiele der Saison 1976/77. Es war seine letzte Spielzeit im höherklassigen Fußball, denn Lichtenberg musste in die Bezirksliga absteigen.